# 4334 Foo
4334 Foo (tên chỉ định: 1983 RO3) là một tiểu hành tinh vành đai chính. Nó được phát hiện bởi Henri Debehogne ở Đài thiên văn La Silla ở Chile ngày 2 tháng 9 năm 1983. Nó được đặt tên cho Lillian Foo.